# A2 Basket League 2014-2015
L'A2 Basket League 2014-2015 è stata la 54ª edizione della seconda divisione greca di pallacanestro maschile. La 29ª edizione con il nome di A2.

## Classifica finale
| #  | Teams                | P  | V  | P  | PF   | PS   | Pt | Qualificate |
| -- | -------------------- | -- | -- | -- | ---- | ---- | -- | ----------- |
| 1  | Kavala               | 26 | 21 | 5  | 1808 | 1520 | 42 | Promozione  |
| 2  | Arkadikos            | 26 | 19 | 7  | 1825 | 1672 | 38 | Promozione  |
| 3  | Lavrio               | 26 | 18 | 8  | 1776 | 1646 | 36 |             |
| 4  | Ethnikos Piraeus     | 26 | 17 | 9  | 1814 | 1710 | 34 |             |
| 5  | Psychiko             | 26 | 17 | 9  | 1803 | 1719 | 34 |             |
| 6  | Livadeia B.C.        | 26 | 17 | 9  | 1904 | 1832 | 34 |             |
| 7  | Doxa Lefkadas B.C.   | 26 | 16 | 10 | 1908 | 1801 | 32 |             |
| 8  | Pagrati Atene        | 26 | 13 | 13 | 1952 | 2014 | 26 |             |
| 9  | OFĪ Creta            | 26 | 11 | 15 | 1804 | 1798 | 22 |             |
| 10 | G.A.S. Aetos         | 26 | 10 | 16 | 1773 | 1755 | 20 |             |
| 11 | Īraklīs Salonicco    | 26 | 9  | 17 | 1778 | 1823 | 18 |             |
| 12 | Filippos Veria       | 26 | 9  | 17 | 1617 | 1776 | 18 | Retrocesse  |
| 13 | M.A.S. Ermis Lagkada | 26 | 5  | 20 | 1602 | 1778 | 9  | Retrocesse  |
| 14 | KAE Īlysiakos        | 26 | 0  | 26 | 0    | 0    | 0  |             |